# Іваницький Віталій Миколайович
Іваницький Віталій Миколайович (нар. 26 грудня 1957 року) — заслужений діяч мистецтв.

## Історія
Народився 26 грудня 1957 року в с. Липини Луцького району, Волинської області.
У 1975 році закінчив 6 класів Луцької середньої школи № 10.
З 1976 року по 1978 рік служба у збройних силах КНДР.
В 1981 році з відзнакою закінчив режисерський факультет Луцького культурно-освітнього училища.
У 1986 році закінчив Ленінградський інститут культури ім. Н. К. Крупської (нині Санкт-Петербург)за спеціальністю режисура масових свят, театралізованих видовищ і концертів. Свою трудову і творчу діяльність В. М. Іваницький розпочав завідувачем клубу Луцького електроапаратного заводу.
З 1989—1990 працював у Волинській обласній філармонії на посаді головного режисера масових свят і театралізованих видовищ.
У 1991 В. М. Іваницький один із перших митців в Україні створив та очолив творчу фірму «Ідея», котра з метою організації дозвілля, проведення фестивалів, конкурсів, концертів 19 років професійно, як маленька приватна філармонія, успішно пропрацювала у культурно-мистецькому просторі України, де окрім організаційної, режисерської і творчої роботи різноманітних заходів, видрукувала понад 70-ти авторських літературних сценаріїв, розроблених на основі народних звичаїв, обрядів, традицій, що стали необхідним та цікавим матеріалом для роботи в закладах культури і освіти України.
У 1994 в місті Києві закінчив Вищі режисерські курси у відомого майстра режисури, професора, народного артиста України Бориса Шарварка. Творчо та професійно працює над здійсненням багатьох мистецьких заходів не тільки на Волині, але й по всій Україні та за кордоном — Польщі, Угорщині, Росії, Лівані, Білорусі, США, Словаччині, Естонії.
У 1997 В. М. Іваницькому, одному з наймолодших на цей час працівників культури та мистецтва, Указом Президента України присвоєно почесне звання «Заслужений діяч мистецтв України».
Здійснював режисуру як режисер-постановник багатьох концертів, масових свят, фестивалів, конкурсів, серед яких найбільш відомі: І-й міжнародний фестиваль українського фольклору «Берегиня», дитяче фольклорне свято «З Різдвом Христовим», всеукраїнський фестиваль студентської пісні «Лесина пісня», всеукраїнський фестиваль «Кримські зорі» та І-й міжнародний фестиваль фольклору в Ялті, І-й міжнародний музичний фестиваль композитора І.Стравінського, культурно-мистецької акції «ЕтноВесна: День Європи на батьківщині Лесі Українки», «Сім природних чудес України — свято Івана Купала на озері Світязь», День Незалежності України, Днів культури в Республіці Польща та багатьох інших культурно-мистецьких імпрез.
За неординарне режисерське бачення і творче втілення задуму В. М. Іваницького запрошували у столицю України м. Київ для роботи режисером-постановником таких заходів: всеукраїнський фестиваль сучасної пісні «Пісенний вернісаж», урядові концерти: до Дня незалежності України, з нагоди 50-річчя Перемоги, з нагоди закриття Чорнобильської АЕС, заключні концерти до всеукраїнського фестивалю народної творчості, І-го всеукраїнського фестивалю сміху, Міжнародного жіночого свята 8 Березня, масових мистецьких заходів до 10-ї річниці Незалежності України та інші.
Працював режисером-постановником творчих вечорів знаних майстрів мистецтв: поетів-піснярів — заслуженого діяча мистецтв України Степана Галябарди і заслуженого журналіста України Василя Простопчука, народних артистів України Степана Гіги, Мар'яна Гаденка, Бориса Шарварка, 60-річного ювілею Митрополита Луцького і Волинського Владики Ніфонта та багатьох інших свят і ювілеїв відомих особистостей в Україні.
Вдало працював на посаді головного режисера багатьох заходів, а саме: свято «День міста Луцька», свято «750 років м. Горохова», свято «День міста Ковеля», «День міста Кузнецовська», «День міста Дрогобича», «День міста Ківері», всеукраїнський фестиваль клубів веселих і кмітливих «КВІК -92», театралізоване дійство «Козацькому роду нема переводу», міжнародний конкурс краси «Чарівна волиняночка», всеукраїнський конкурс краси «Українська красуня»(м. Київ), театралізоване свято у м. Берестечко з нагоди 400-річчя з дня народження Б.Хмельницького, свято «50 років з дня створення УПА», міжнародний фестиваль української пісні «Роде наш красний» (Словаччина, м. Гуменне), міжнародний фестиваль української естрадної пісні «На хвилях Світязя», фестиваль зеленого туризму «Рожищенська мальованка», І-й всеукраїнський радіофестиваль «Пісні рідного краю» (м. Полтава), свято-презентація мільйонного тиражу компакт-диску народного артиста України Степана Гіги «В райськім саду» (м. Івано-Франківськ) та інші.
Є автором ідеї та режисером-постановником цікавих мистецьких проектів: дитячого фольклорного свята «З Різдвом Христовим», конкурсу краси «Чарівна волиняночка», фестивалю-конкурсу народних анекдотів "Життя, як анекдот ", свят «День міста Луцька» і «День міста Ківері», всеукраїнського фестивалю української естрадної пісні «На хвилях Світязя», благодійного дитячого свята до дня Святого Миколая, всеукраїнського фестивалю любителів Сала «З любов'ю… до САЛА», всеукраїнського фестивалю вишитих рушників «Вишиті рушники єднання».
Творчі проекти розроблені В. М. Іваницьким, а саме: «Довга коса — українська краса», «З любов'ю… до САЛА!», «На хвилях Світязя», "Золоте джерело українських ідей ", "Всенародний пісенний рейтинг популярності " запатентовані Державним департаментом інтелектуальної власності України і реалізовуються в життя у різних культурно-мистецьких заходах.
Одним із таких популярних проектів на Волині і на теренах України, який популяризує українську пісню і за межами нашої держави — є міжнародний фестиваль української естрадної пісні «На хвилях Світязя», автором якого є В. М. Іваницький.
З 2009 фестиваль «На хвилях Світязя» змінив свій формат і на даний час проводиться як пісенний форум серед студентів вищих навчальних закладів України та з інших держав.
Як автор проекту, тепер дає змогу інтегруватись талановитій молоді у європейську та світову естраду і фестиваль української естрадної пісні «На хвилях Світязя» може стати першим у Європі студентським фестивалем в жанрі популярної естрадної пісні.
Є автором розробки низки індивідуальних сценаріїв та режисерських постановок багатьох свят, ювілеїв, презентацій для відомих в України та далеко за її межами підприємств і торгових марок: «ДПЗ-28»–25 років, нафтопереробний комплекс "Галичина — 140 років, «Мостозагін — 60» — 50 років, загін спеціального призначення «Беркут» — 10 років, Луцький електроапаратний завод — 40 років, група компаній «Континіум» (торгові марки «WOG», і «КОМО») — 10 років, торгова марка «Торчин продукт» — 10 років, а також організації і проведення корпоративних вечорів та свят для багатьох фірм і організацій.
Оригінально і своєрідно Іваницьким В. М. був розроблений сценарій авторського проекту та здійснена його режисерська постановка фестивалю любителів Сала «З любов'ю… до САЛА», який за рейтингом Агентства УНІАН став переможцем всеукраїнського конкурсу «На найкращий фестиваль у 2010 році».
У різні роки на фестивалі любителів Сала «З любов'ю… до САЛА» було встановлено п'ять рекордів, які увійшли у "Книгу рекордів України: «Встановлення першого пам'ятника Салу і Свині», «Найтовстіший саломан», «Найдовший бутерброд з салом»–73 метри, "Найбільший бутерброд з салом « — 68 м2», "На швидкість і кількість поїдання 1 кг сала " — 9 хв. 52 секунди, про що засвідчено у відповідних сертифікатах.
З ініціативи В. М. Іваницького, у 2009 році, на шановане Свято Матері, вперше в Україні, у м. Луцьку проведено свято «Вишиті обереги єднання», під час якого було встановлено перший всеукраїнський рекорд по довжині спільного вишитого рушника єднання — 1 кілометр 610 метрів, про що засвідчено відповідним документом «Книги рекордів України». Тепер фестиваль вишитих рушників «Вишиті обереги єднання», автором проекту якого є В. М. Іваницький, щорічно проходить у травні місяці в м. Луцьку на Свято Матері, на який приїжджають учасники з усіх куточків України та з багатьох країн світу, щоб за посередництвом вишитого рушника примножувати давні традиції українського народу та вшановувати найдорожчих людей — Матерів.
У 2008—2013 працював у Східноєвропейському національному університеті ім. Лесі Українки на кафедрі культурології та менеджменту соціокультурної діяльності на посаді доцента, де викладав навчальні курси «Менеджмент шоу-бізнесу», «Режисура масових свят та театралізованих видовищ», «Фольклор та декоративне мистецтво» з практичним залученням студентів для набуття навичок та досвіду в організації і проведенні різноманітних культурно-освітніх заходів.
Займається благодійною діяльністю, допомагає у будівництві православних храмів, здійснював режисерську постановку 16-го благодійного обласного Різдвяного свята, розробив авторську концепцію і щорічно здійснює режисерську постановку всеукраїнського благодійного фестивалю «Волинський благовіст», організованого Українською православною церквою, де виручені кошти передаються дітям-сиротам Волині.
З ініціативи В. М. Іваницького, багатьох благодійників та волонтерів і за його безпосередньою організацією та участю були організовані і проведені такі благодійні заходи: неодноразові благодійні акції — «Святий Чудотворець Миколай зі святом всіх дітей вітай» та «Вишиті обереги доброти» — на допомогу дітям-сиротам і жінкам вишивальницям, обділених долею; благодійна акція «Допоможемо потерпілим від водної стихії» (збір коштів на допомогу потерпілим на Закарпатті і Прикарпатті від стихійного лиха); благодійна акція «Здоровий ти і я — здорова українська нація»; благодійна акція «Шануймо матерів — Героїв Небесної сотні»; благодійна акція «Все для перемоги», на якій було зібрано майже 200 000 гривень для допомоги волинським бійцям, котрі воюють на Сході України.
За благодійну діяльність і високу професійну майстерність у роботі В. М. Іваницький нагороджений орденом «Почаївської Ікони Пресвятої Богородиці» та медаллю «Волинської Ікони Пресвятої Богородиці», орденом Святого Чудотворця Миколая.
Творча обдарованість В. М. Іваницького багатогранна — від написання віршів, книжок і до створення пісень та зйомок фільмів, відео кліпів.
Є одним із офіційних представників в нашій державі Національного проекту «Книги рекордів України» з правом фіксації різних рекордів в Україні та за кордоном.
Сценарії, розроблені В. М. Іваницьким займали призові місця на Всесоюзних та Всеукраїнських конкурсах та оглядах народної творчості і друкувались у різних виданнях.
На вірші Віталія Іваницького створено понад 30 пісень, які виконують відомі майстри пісні та мистецькі колективи України — народні артисти Павло Зібров, Павло Дворський, Василь Чепелюк, Володимир Засухін, заслужені артисти — Петро Чорний, Михайло Грицкан, Адам Горбатюк, Павло Мрежук, Василь Волощук, Президенський оркестр України, Гурт «Лісапетний батальйон», та інші артисти.
В. М. Іваницький написав і видав оригінальну книжку про корисні властивості українського національного продукту — сала «З любов'ю… до Сала» і поетичну книжку «Я бачу світ душею режисера».
В. М. Іваницький здійснив авторську зйомку та за індивідуальним сценарієм створив чотирисерійний документальний фільм «Свята земля».
Сценарій і режисерська робота В. М. Іваницького відео-кліпу на пісню Юрія Рибчинського і Миколи Мозгового «Минає день, минає ніч» була оцінена Дипломом ІІ ступеня на всеукраїнському фестивалі відео-кліпів.
В. М. Іваницький на високому професійному рівні створив оригінальний сценарій та здійснив організацію і режисерську постановку грандіозного спортивного та мистецького свята за участю представників п'яти континентів світу — «V–го Відкритого Чемпіонату Європи по карате», за що отримав диплом — подяку від Президента ЕКО Шихана Клауса Рекса.
У 2005 році в Голлівуді, на Всесвітньому чемпіонаті виконавських мистецтв, за високу професійну майстерність В. М. Іваницькому було вручено сертифікат-свідоцтво «Найкращий продюсер».
Творчий доробок В. М. Іваницького як організатора, режисера-постановника і головного режисера, становить понад 300 культурно-мистецьких, спортивних і освітніх робіт — масових свят, фестивалів, конкурсів, театралізованих видовищ, шоу-програм, ювілейних заходів, концертів, благодійних акцій.
За час роботи на культурно-мистецькій і освітній ниві В. М. Іваницький зарекомендував себе висококваліфікованим фахівцем, здібним організатором, вольовим керівником. Йому притаманні ділові якості, творча наснага, відданість дорученій справі і постійний творчий пошук.